# 莊松林 (1910年)
莊松林（1910年1月26日—1974年12月15日），臺灣社會運動人士、民俗學家。曾使用眾多筆名寫作，如朱鋒、嚴純昆、尚未央等等，其中以朱鋒的使用最多。
他在臺灣日治時期曾加入臺灣文化協會，投入社會運動。二次大戰後，莊松林投入臺灣民俗文獻的調查，成為重要的臺灣民俗學家。